# Roma (opéra)
Pour l’article homonyme, voir Roma.

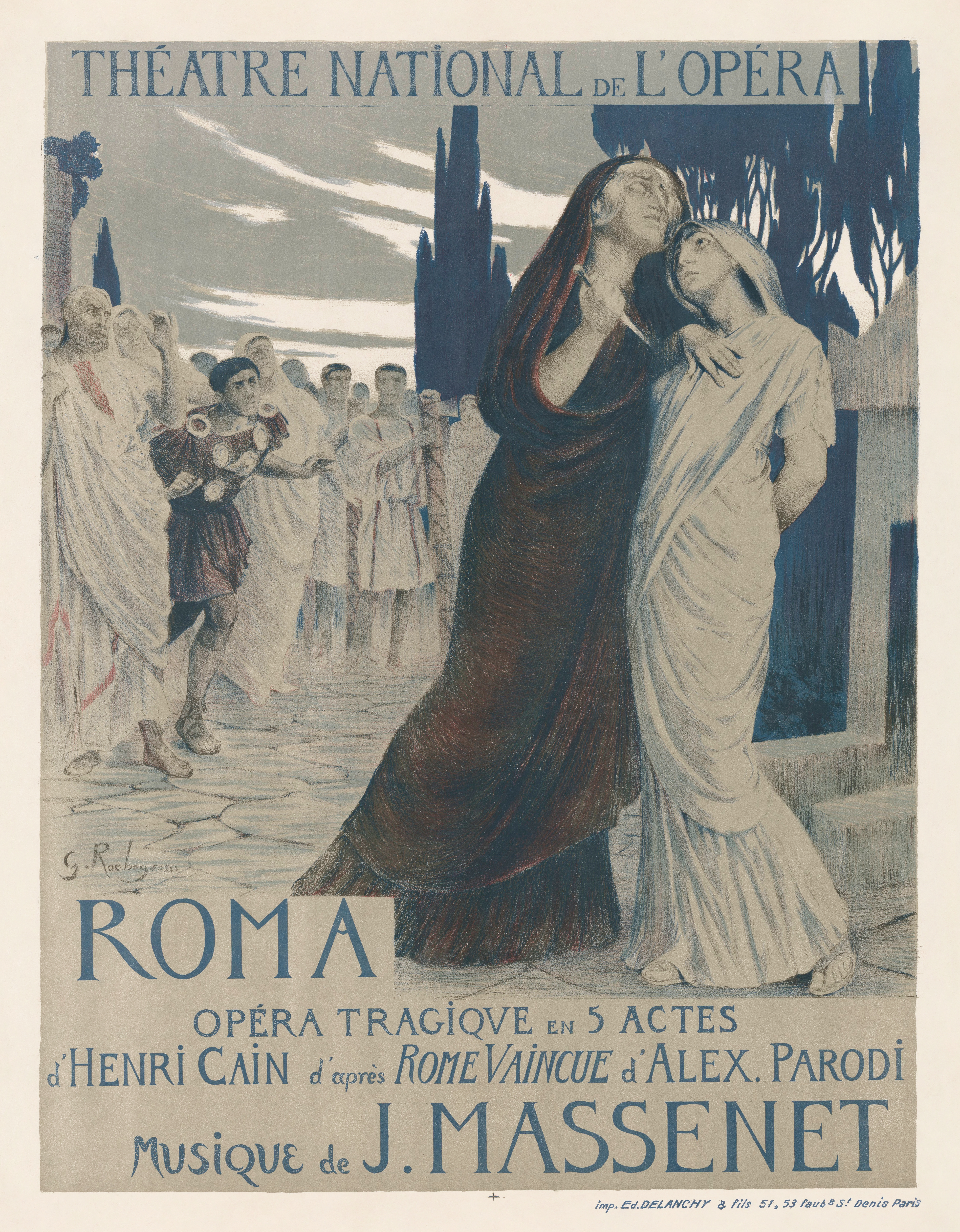
Affiche de la première représentation à Paris, au théâtre de l'Opéra, le 24 avril 1912

Roma est un opéra en cinq actes de Jules Massenet sur un livret en français d'Henri Cain basé sur la pièce Rome vaincue d'Alexandre Parodi. Cette pièce est créée à l'opéra de Monte-Carlo le 17 février 1912.
Roma, que Massenet intitula quelque temps Vesta pendant la composition, est le dernier opéra à avoir été créé de son vivant. La pièce n'a guère été jouée dans le répertoire moderne mais elle a été relancée et enregistrée récemment au Teatro la Fenice de Venise.

## Personnages
| Rôle                                             | Voix      | Création, 17 février 1912 (Chef d'orchestre : Léon Jehin) |
| ------------------------------------------------ | --------- | --------------------------------------------------------- |
| Lentulus                                         | ténor     | Lucien Pierre Muratore                                    |
| Fabius Maximus                                   | baryton   | Jean-François Delmas                                      |
| Fausta                                           | soprano   | Maria Kuznetsova                                          |
| Lucius Cornélius                                 | basse     | Pierre Clauzure                                           |
| Posthumia                                        | contralto | Lucy Arbell                                               |
| Junia                                            | soprano   | Julia Guiraudon                                           |
| Vestapor                                         | baryton   | Jean-Baptiste Noté                                        |
| La Grande Vestale                                | soprano   | Éliane Peltier                                            |
| Galla                                            | soprano   | Doussot                                                   |
| Caïus                                            | baryton   | Kozline/Skano                                             |
| Un vieil homme                                   | baryton   | Gasparini                                                 |
| Chœur : Sénateurs, prêtres, vestales, personnes. |           |                                                           |

## Argument
L'histoire se déroule dans la Rome antique après le triomphe carthaginois de la bataille de Cannes. Fausta, fille de Fabius, a laissé s'éteindre les feux sacrés du temple de Vesta, profanant le sanctuaire. Après plusieurs tentatives d'échapper à son destin, être enterrée vivante dans un linceul noir, Fausta retourne à Rome pour subir sa punition. Alors qu'elle est menée vers son lieu d'exécution, sa grand-mère aveugle, Posthumia, lui tend la dague de Fabius. Les mains de Fausta sont liées et Posthumia doit tuer sa petite-fille pour lui épargner l'enterrement.